# (7118) Kuklov
(7118) Kuklov (1988 VD5) – planetoida z pasa głównego asteroid okrążająca Słońce w ciągu 4,33 lat w średniej odległości 2,66 j.a. Odkryta 4 listopada 1988 roku.